# Sabine Menne
Sabine Menne (* 1. Februar 1977 in Ludwigsburg) ist eine deutsche Schauspielerin und Sängerin.

## Leben
Menne spielt Theater, unter anderem war sie an Landesbühne in Esslingen am Freilichttheater in Ludwigsburg und an der Komödie in Braunschweig engagiert.
Im Fernsehen trat sie in den Kinder- und Jugendfernsehserien fabrixx und Ein Fall für B.A.R.Z. auf, sowie in den Sat.1-Serien Alphateam – Die Lebensretter im OP, Deutschland ist schön – Die Allstar Comedy und SOKO 5113. Außerdem war sie in einer Ausstrahlung von Das perfekte Promi-Dinner zu sehen.
Ab 2006 war sie eine der drei Hauptdarstellerinnen der Sat.1-Comedy-Serie Weibsbilder.
Seit 2002 schreibt Menne eigene Texte und im Jahr 2008 hat sie die Band traumphase gegründet.
Inspiriert von Beobachtungen schreibt Menne von geglückten und gescheiterten Beziehungen aller Art, den schönen und traurigen Momenten auf dem Weg zu sich selbst, aber auch von  der Kunst, immer wieder aufzustehen und den Mut nicht zu verlieren.
2013 hatte sie einen kleinen Auftritt in dem Film Fack ju Göhte von Bora Dagtekin als eine von ihrem Kind begleitete Mutter an einer Ampel.

## Filmografie
- 2005–2006: Alphateam – Die Lebensretter im OP (Fernsehserie, 22 Folgen)
- 2006–2007: Weibsbilder (Fernsehserie)
- 2013: Fack ju Göhte
- 2015: Utta Danella – Lügen haben schöne Beine
- 2016: Hubert & Staller (Fernsehserie)
- 2020: Alle Nadeln an der Tanne (Fernsehfilm)
- 2021: Um Himmels Willen (Fernsehserie, Folge Gnadenbrot)
- 2022: Die Glücksspieler (Fernsehserie)
- 2023: Aktenzeichen XY ungelöst
- 2023: Daheim in den Bergen – Alte Pfade – Neue Wege (Fernsehreihe)